# Ottenschlag im Mühlkreis
Ottenschlag im Mühlkreis è un comune austriaco di 525 abitanti nel distretto di Urfahr-Umgebung, in Alta Austria.